# Manca Berlec
Manca Berlec, slovenska kantavtorica iz Kamnika, * 13. oktober 1995

## Glasbena kariera
Leta 2012 je s srednješolsko skupino Me3 s pesmijo "Veliko je vode" nastopila na natečaju 1. programa Radia Slovenija Misli z vodo.
Širši slovenski javnosti se je predstavila v 4. sezoni šova Slovenija ima talent. Na avdiciji je žirant Branko Čakarmiš zanjo pritisnil na zlati gumb in ji tako zagotovil nastop v polfinalu. V finale se ji ni uspelo uvrstiti.
Leta 2017 je na festivalu Vizije, ki ga je organiziral Javni sklad Republike Slovenije za kulturne dejavnosti, prejela nagrado rock vizionar za celovito glasbeno izvedbo. Julija 2018 (finale je bil 16. julija) je postala zmagovalka Pevnice, bitke za naj pevko/pevca Pivnice Union, in za nagrado prejela 7 nastopov na Oktoberfestu v omenjeni pivnici. Jeseni 2018 se je prijavila na natečaj Tobačna Akustika in v okviru le-tega imela nastop v ČinČinu (29. novembra). Zaradi sodelovanja na tem natečaju je postala bolj opažena v slovenskih glasbenih krogih, saj so pri njem sodelovali radijski glasbeni uredniki, predstavniki založb in drugi ljudje iz glasbene industrije. Tako so na primer njene pesmi začeli vrteti na Valu 202. Na podlagi tega nastopa je bila dodatno izbrana, da je dva meseca pozneje (2. februarja 2019) nastopila na praznovanju ob enem letu obuditve Tobačne.
Avtorske skladbe, ki so bile sprva v angleščini, je začela na spletu (Soundcloud, Youtube) objavljati leta 2014: "In the Middle of the Night", "The Real Me", "Puzzles" (2014); "Omelette du fromage", "Run!" (2016); "Wondering" (2017), "Your Song" (2018). Svojo prvo pesem v slovenščini, "Nežna", je na Youtubu objavila julija 2018, prvi radijski singel pa je sledil jeseni. "Sama" (2018) je bila uvrščena na seznam najboljše slovenske glasbe leta 2018 po mnenju glasbenih urednikov Vala 202. 17. aprila 2019 je izdala singel "Kadilka", za katerega je posnela svoj prvi videospot. 8. maja je pri založbi Menart izšel njen albumski prvenec Gola, pri nastanku katerega je sodelovala z glasbenim inženirjem in producentom Patrikom Šimencem. Na portalu 24ur so ga uvrstili na seznam 15 najboljših slovenskih albumov leta.
22. februarja 2020 je s skladbo "Večnost" tekmovala na Emi. Nekaj mesecev pozneje je prejela nominacijo za zlato piščal za novinko leta 2019. 25. avgusta je nastopila na festivalu Lent.
Je multiinstrumentalistka: najraje nastopa s kitaro, looperjem in kazujem, igra pa tudi tako diatonično kot klavirsko harmoniko, ukulele in klavir. Na nastopih jo pogosto spremlja kitarist Dejvid Knežević.
Dejavna je tudi na področju gledališča in muzikalov (muzikal The Immortals, Cankarjeva komedija Za narodov blagor, Katzen Kabaret).

## Youtuberstvo in igričarstvo
Od novembra 2019 do decembra 2020 je bila ena izmed ustvarjalk vsebin YouTube kanala NekiNeki. Ima svoj igričarski kanal (Gaymerka na Youtubu in Twitchu).

## Zasebno življenje
Odkrito se identificira kot pripadnica skupnosti LGBT in v svojih pesmih opeva ženski lirski objekt.

## Diskografija

#### Albumi
- 2019: Gola

#### Radijski singli
- 2018: Sama
- 2018: Prezgodaj[12]
- 2018: Milijon zvezd
- 2019: Kadilka
- 2020: Večnost
- 2020: Gola